# Frank-Walter Steinmeier
Frank-Walter Steinmeier (Detmold, savezna država Sjeverna Rajna-Vestfalija,  5. siječnja 1956. ) je njemački (socijaldemokratski) političar koji služi kao predsjednik SR Njemačke od 19. ožujka 2017. godine., višestruki ministar. Po obrazovanju je doktor pravnih znanosti.

## Politička karijera
Steinmeier je ušao u vrhove njemačke politike kao blizak suradnik  Gerharda Schrödera. Dok je Schröder bio predsjednik vlade savezne države Donje Saske, Steinmeier je bio ravnatelj kadrovskog odsjeka državne vlade (1993. – 1996.), pa državni tajnik i ravnatelj Zemaljske kancelarije (1996. – 1998.).
Nakon pobjede socijaldemokrata na saveznim izborima 1998. Schröder je postao savezni kancelar a Steinmeier državni podtajnik, te je naslijedio Boda Hombacha kao predstojnik kancelarova ureda (1999. – 2005.). 
Nakon relativne pobjede demokršćana na saveznim izborima 2005. i formiranja velike koalicije pod vodstvom Angele Merkel, Steinmeier je u njezinoj vladi bio ministar vanjskih poslova (2005. – 2009.) i vicekancelar (2007. – 2009.).
Socijaldemokratska stranka Njemačke izabrala je Steinmeiera 2008. za kandidata za kancelara na izborima 2009, na kojima su demokršćani izvojštili apsolutnu pobjedu, pa je Steimeier u Bundestagu bio vođa socijaldemokratske zastupničke skupine i time šef oporbe. 
Poslije relativne pobjede demokršćana na saveznim izborima 2013. i ponovnog formiranja velike koalicije pod vodstvom Angele Merkel, Steinmeier je ponovo imenovan ministrom vanjskih poslova.